# 白人コンプレックス

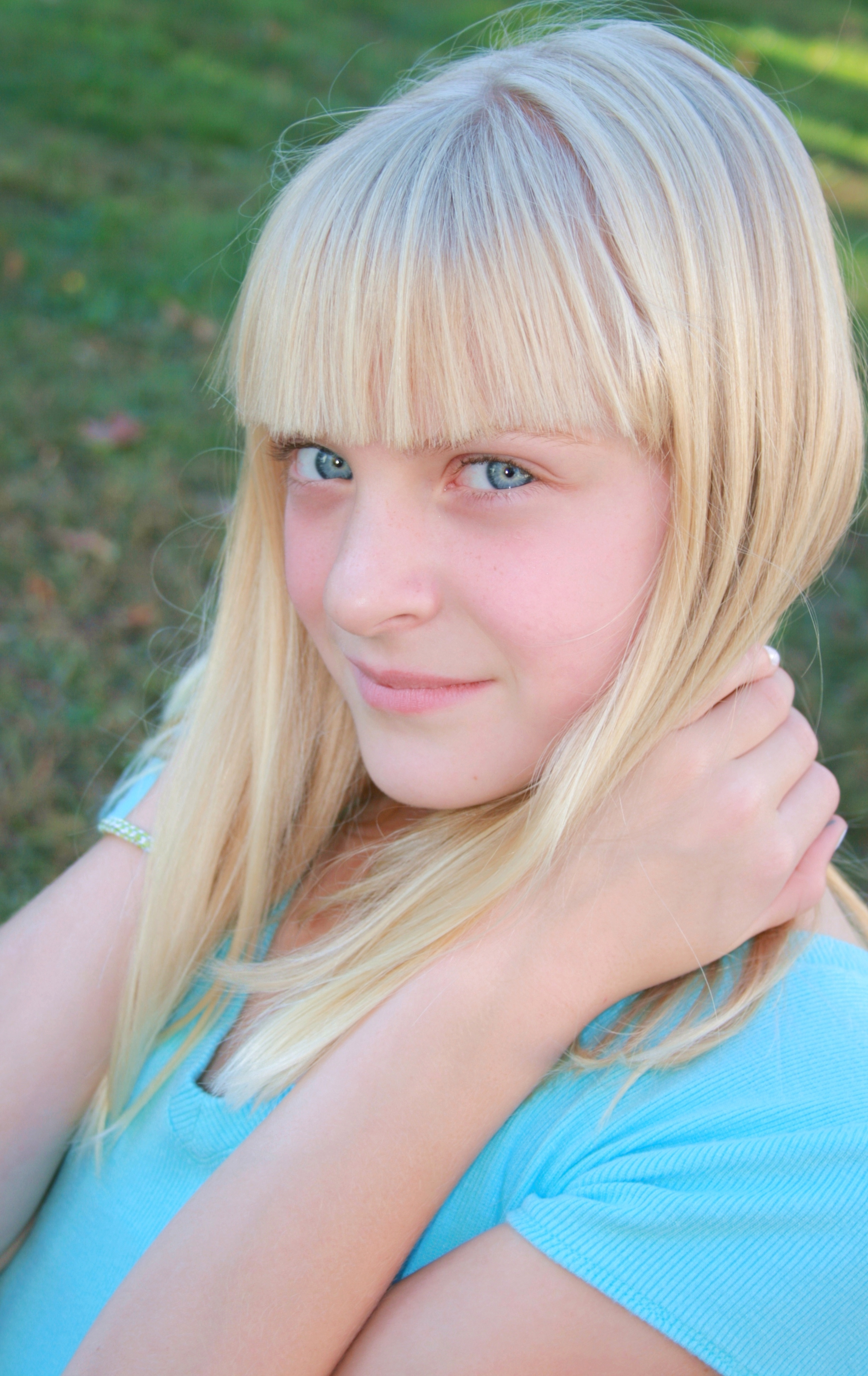
2010年代でもモデルなどは白人や白人系ハーフの起用が見られる

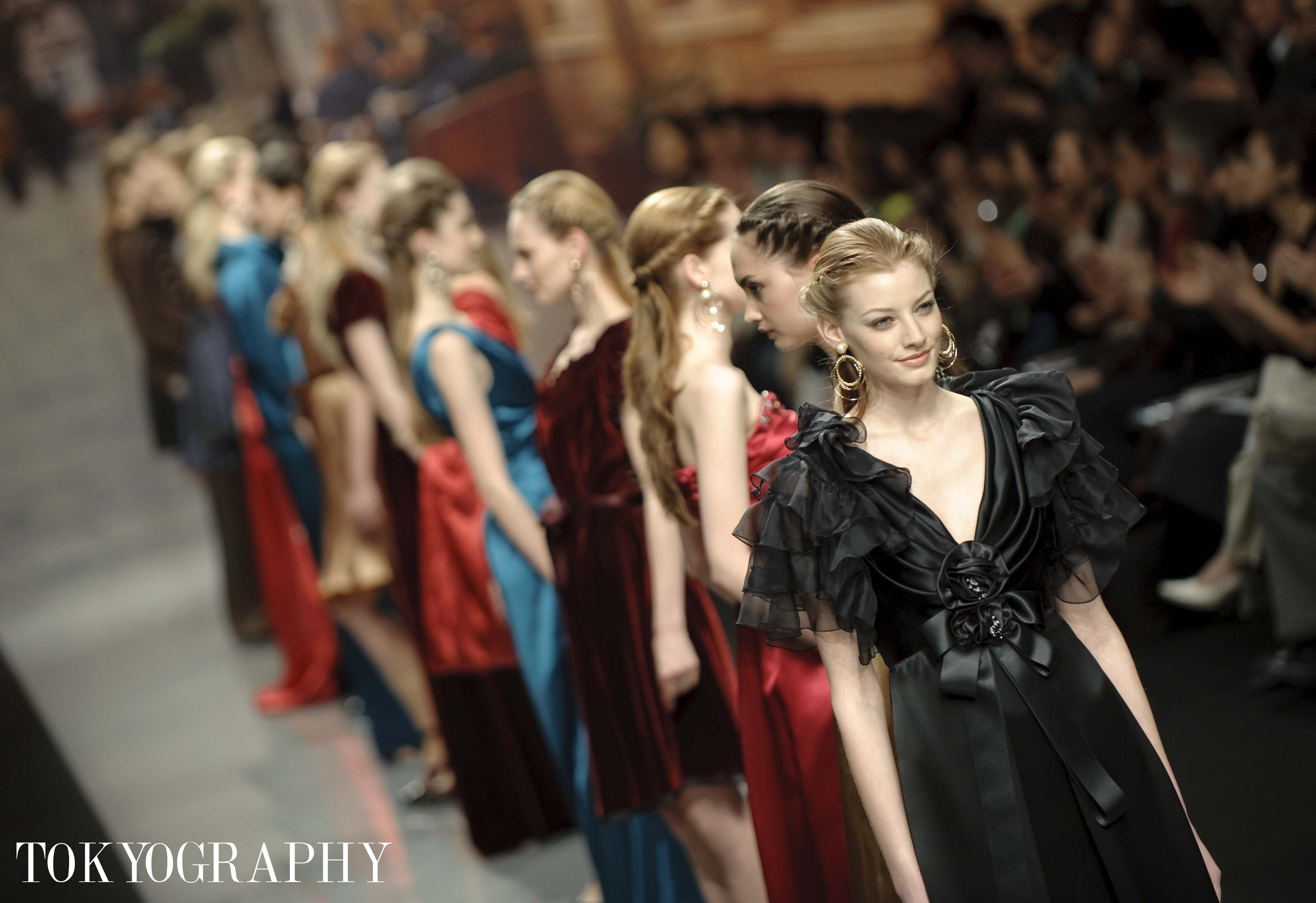
白人モデルが大多数を占める東京ファッションウィークの例

白人コンプレックス（はくじんコンプレックス）とは、有色人種(アジア人や黒人などの非白人)が白色人種（白人）に対して抱く審美観であり、欧米白人の容姿やライフスタイル等に対する憧憬や崇拝と、自人種や自身の容姿に対する劣等感（コンプレックス）を指して呼ぶ言葉である。なおこれは、欧米の白人が自身で持つ思想である白人至上主義とは異なる。日本における白人コンプレックスは明治維新によって生まれた。
岡田斗司夫は漫画のキャラクターについては白人コンプレックスからそうなるのではなく、日本人は日本人の黄色人種の顔の配列の中で主役らしい顔を描いているだけで、それが結果的に欧米人からは白人の容姿に見えているだけと分析する。
日本のかつての少女漫画には黄色の髪で白人的な外見をした女主人公がよく見られ、ファッション雑誌のモデルにも白人や白人とのハーフが多く見られる。

## 歴史

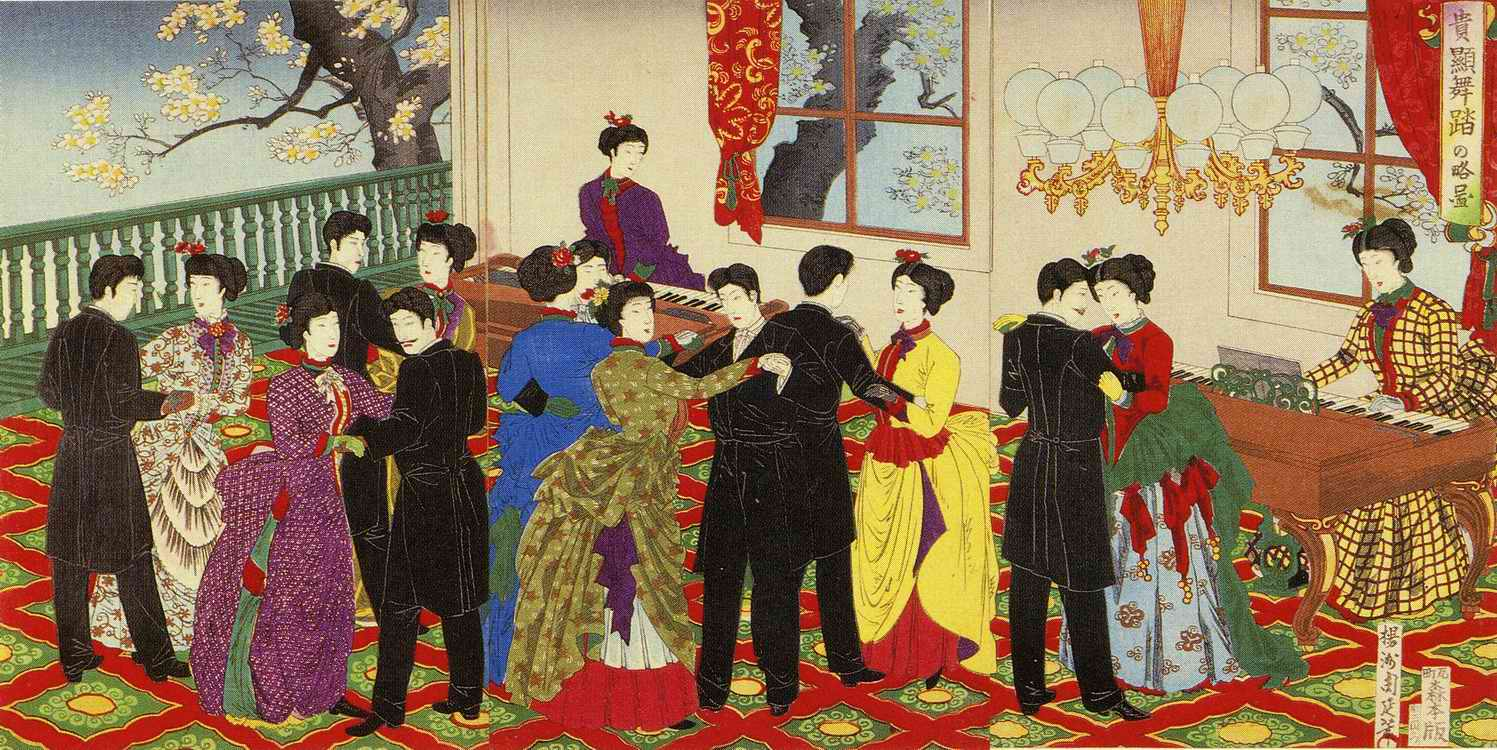
スーツを着用した男性と、ドレスを着用した女性が交流する鹿鳴館。鹿鳴館の建物も洋風の建物であった。太平洋戦争勃発前の1940年に取り壊された。

明治時代以前の昔の日本では、絵巻物や多くの美人画や浮世絵で描かれているように、切れ長の涼しい目が美人顔として好まれていたが、西洋文化移入後（明治維新後）は劇的に変化し、政府民間関係なく、日本人に欧米へのコンプレックスが爆発した。外務省の井上馨初代外務卿は、日本人やアジア人は劣等人種とし、日本人女性と白人男性との国際結婚を促し、人種改良案を日本国政府に提案していた。また、明治前期には、文明開化と呼ばれる現象が発生し、日本の西洋化が本格的に始まった。文明開化の際、｢西洋の物ならなんでも良い｣という価値観も生まれた。1880年代に日本国政府も欧化政策を発表した。
一万円紙幣の顔でもあり、脱亜論（脱亜入欧または脱亜論入米）を唱えたとされる福沢諭吉の『掌中万国一覧』（1869年）の｢人種ノ論 ｣において、｢日本人やアジア人は皮膚の色は黄色くて油のよう。毛髪は長く黒い直毛で、剛毛である。頭の形はやや四角く て、額は低い。エラ骨が平で広く、鼻は短く、眼は細くて目尻が斜めにつり上がっている。｣とし、白人を皮膚は麗わしく、毛髪は細くて長い。頂骨が大きく、額が高い。容貌も骨格も全て美しい。 精神は聡明で、文明の極度に達するのも納得の性質である。全ての人種の中で最も優れている。｣としている。
また、福沢諭吉はテオドーラ・アリスと呼ばれる11歳の白人のアメリカ人女性とのツーショットを大切に保管しており、周囲にも自慢するほど見せつけていた。
五千円紙幣で知られる樋口一葉も結核が原因で25歳の若さで亡くなる際、来世は白人に生まれ変わりたいとの言葉を残している。
近代化を成し遂げた明治時代の偉人の野口英世、夏目漱石、 新渡戸稲造なども白人に対して憧れを抱き、同時に日本人である事を恥じる場面があった。
第二次世界大戦後のメディア（雑誌、CMなど）で白人モデルが起用されるようになり、2010年代でも芸能界の一部やファッションモデル業界における白人や白人系ハーフを起用する傾向は浸透している。一方で白人でない外国人の広告への起用は稀である。この広告の実態はしばしば白人コンプレックスの表れであると評される。

### タイ王国において
タイ王国では白人をファランと呼び、日本よりももっと強烈な白人信仰を所持している。またそれと同時に白人の少年少女に対する性的被害が相次いでいる。